# روث شامبرز
روث شامبرز هي نحّاتة كندية، ولدت في 1960.